# Arrondissement de Niodior
L'arrondissement de Niodior est l'un des arrondissements du Sénégal. Il est situé dans le Sine-Saloum, au nord-ouest du département de Foundiougne, dans la région de Fatick.
Il compte trois communautés rurales :
- Communauté rurale de Bassoul
- Communauté rurale de Dionewar
- Communauté rurale de Djirnda

Son chef-lieu est Niodior.